# مهدی الهی قمشه‌ای
محیی‌الدین مهدی الهی قمشه‌ای (۱۲۸۰ خورشیدی – ۲۵ اردیبهشت ۱۳۵۲) فقیه، فیلسوف، عارف، حکیم، شاعر، و مترجم قرآن اهل ایران بود. وی پدر حسین الهی قمشه‌ای است.

## زندگی
وی مقدمات علوم فقه و اصول و حکمت را از محمدهادی فرزانه قمشه‌ای و دیگران آموخت. در اصفهان از اساتیدی چون محمد حکیم خراسانی و سپس در خراسان از حکیم مشهدی و میرزا حسین فقیه سبزواری و اسدالله یزدی استفاده کرد. وی مدتی هم در حوزهٔ درس سید حسین طباطبایی قمی و مهدی اصفهانی حاضر شد. پس از آن به تهران برگشت و در مدرسهٔ عالی سپهسالار به تدریس حکمت و فلسفه پرداخت. وی استاد زبان عربی در دانشکدهٔ ادبیات دانشگاه تهران و استاد فلسفه در دانشکدهٔ الهیات (معقول و منقول) بود و پس از مرگ پیکرش در وادی‌السلام قم به خاک سپرده شد.
همسر وی طیبه تربتی در زمینه ادبی فعال و مؤلف کتاب خوشه‌ها بود. قمشه‌ای دارای چهار پسر و چهار دختر می‌باشد:
- حسین محی‌الدین الهی قمشه‌ای، فیلسوف و عارف و ادیب و حکیم.
- نظام‌الدین الهی قمشه‌ای، استاد فلسفه و رئیس کتابخانه دانشگاه تهران بود. (سال ۱۳۷۶ درگذشت)
- کمال‌الدین الهی قمشه‌ای، «پزشک». (درگذشته در سال ۱۳۹۷)
- مرتضی الهی قمشه‌ای، ریاست انجمن جئوترمال کانادا.
- مهدیه الهی قمشه‌ای، شاعر و محقق. (۱۳۱۶–۱۳۹۵)

سه دختر دیگر وی یکی در کشور کانادا مشاور است؛ دیگری استاد درس روان‌شناسی در دانشگاه رودهن و دیگری دبیر ادبیات در ناحیه دو کرج است.

## آثار

### منثور
- رساله‌ای در فلسفهٔ کلی
- شرح رسالهٔ حکیم فارابی
- رساله‌ای در سیر و سلوک
- حاشیه‌ای بر مبدأ و معاد ملاصدرا
- رساله‌ای در مراتب ادراک
- رساله‌ای در مراتب عشق
- تصحیح و تحشیهٔ تفسیر ابوالفتوح رازی

### منظوم
- نغمهٔ حسینی (عشاق)
- دیوان شعر
- نغمهٔ الهی

### ترجمه
- ترجمهٔ قرآن مجید: از جمله معروف‌ترین آثار به جا مانده از اوست که در حال حاضر فراگیرترین ترجمه در ایران است. این ترجمه را می‌توان یک تفسیر مختصر قران هم تلقی نمود. «در حال حاضر مجوز چاپ قرآن با ترجمه الهی قمشه‌ای به ناشران داده نمی‌شود تا در کمیته پیش‌بینی شده این مورد بررسی و اشکالات موجود ترجمه رفع شود.»[۳]
- ترجمهٔ صحیفهٔ سجادیه
- ترجمهٔ مفاتیح الجنان

## نمونه شعر
| روز و شب دل ناله بی‌اختیاری می‌کند       |  | یاد شیرین‌روزگار وصل تو یاری می‌کند |
| دل ز عشق ماهرویی شب همه شب تا سحر      |  | ناله چون بلبل ز عشق گلعذاری می‌کند |
| در قفس چندی است محبوسم ز بیداد سپهر    |  | طایر قدسم هوای لاله‌زاری می‌کند     |
| ذکر من شب تا سحر چون مرغ حق فریاد هوست |  | یاد مشکین‌زلف او در شام تاری می‌کند |